# Björn Otto
Björn Otto, född den 16 oktober 1977, är en tysk friidrottare (stavhoppare) som tävlat sedan början av 2000-talet. 
Ottos främsta meriter är från tävlingar inomhus där han slutade på tredje plats vid EM 2007. Vid VM 2007 i Osaka slutade han på femte plats med höjden 5,81. Han har även vunnit Universiaden 2005 och slutade på andra plats vid IAAF World Athletics Final 2007. 
Hans personliga rekord är 6,01 utomhus samt 5,92 inomhus.